# カナイセイジ
カナイ セイジは、日本のボードゲームデザイナー。アナログゲーム製作サークル「カナイ製作所」代表。

## 略歴
学生時代はテーブルトークRPGに傾倒しており、ゲーム作りを志すきっかけとなる。2002年のコミックマーケットにて、自作のカードゲーム『Dragon Rush!』を持ちこんだのが処女作となる。
2008年、JAPON BRAND経由で「SPIEL」に初出展。
2014年、『ラブレター』でドイツゲーム大賞2014において、4位に入賞。日本人として初めての受賞となった。

## 作品リスト
- 2002年 『Dragon Rush!』[2][3]
- 2005年 『円卓会議』[3]
- 2006年 『アストラル・シフト』[3]
- 2006年 『いばらの姫と4人の騎士』[3]
- 2006年 『精霊と旅人』[3]
- 2006年 『Chicken Warriors』[3]
- 2007年 『マイティ・ランドロード』[3]
- 2008年 『イカサマージ！』[3]
- 2009年 『クロニクル』[3]
- 2010年 『RR』[3]
- 2010年 『舞星』[3]
- 2011年 『R』[3]
- 2011年 『大商人』[3]
- 2012年 『Love Letter』[3]
- 2012年 『成敗』[3]
- 2013年 『ロストレガシー』[4]（木皿儀隼一との共同製作）
- 2014年 『ラブレター』
- 2014年 『Gods' Gambit』[5][1]
- 2014年 『シークレットムーン』[3]
- 2014年 『R-Rivals』
- 2015年 『Eight Epics』[6]
- 2015年 『ストリートファイターライバルズ』[7]
- 2015年 『シノビアーツ』
- 2015年 『Gods' Gambit G』
- 2016年 『舞星・雅』
- 2016年 『ウニコルヌスの騎士たち』[8]（kuroとの共同製作）
- 2017年 『デカスレイヤー ～10の試練～』
- 2017年 『ニューロストレガシー』（木皿儀隼一との共同製作）
- 2017年 『ソードアート・オンライン ボードゲーム ソード・オブ・フェローズ』[9]
- 2017年 『ローレルクラウン』
- 2017年 『文絵のために』
- 2019年 『文絵のために2』
- 2020年 『Dr.STONE ボードゲーム 千空と文明の灯』[10]
- 2022年 『ウニコルヌスの騎士たち第2版』（kuroとの共同製作）
- 2022年 『クイックショット！』[11]
- 2022年 『ラブレター第2版』
- 2022年 『モンスターイーター ～ダンジョン飯 ボードゲーム～』[12]
- 2022年 『ローレルクラウン：デュエル』
- 2022年 『アールライバルズ』
- 2023年 『ラブレター10周年記念版』
- 2023年 『ウィザーズカップ』
- 2024年 『ファイナルファンタジー モーグリ6兄弟のモブハント』[13]
- 2024年 『クイナガン』
- 2024年 『リサイクルハンター』
- 2025年 『ラブレターストーリーズ』